# Burkina Electric
 (mai 2019).
Burkina Electric est un groupe de musique du Burkina Faso fondé par des musiciens venus de plusieurs pays, qui fait de la fusion de rythmes ouest africain et de musique électronique 
C'est l'un des premiers groupe actifs de musique électronique en l'Afrique. Le groupe est principalement basé à New York   bien que la plupart des membres soit d'origine africaine . La fondation du groupe est officialisée en 2007 lors d'une tournée en Autriche.
La chanteuse  Maï Lingani et le guitariste Wende K Blass viennet du Burkina Faso. Kurt Dahlke connu sous le nom de Pyrolator, musicien électronique est allemand et vient du Düsseldorf. Le dernier membre est le batteur Lukas Ligeti qui est suisse et vit aux États-Unis.
Reem tekré est le premier EP du groupe sous le Label Atatak, qui sort en 2007 .
Le groupe a contribué de la musique live au ballet Itutu, qui a débuté en 2009 et a été interprété par la compagnie de Karole Armitage Armitage Gone! Danse. Son premier album, Paspanga, est sorti début 2010 . Il a été décrit comme "féroce" par Richard Gehr dans Spin  et comme "un album cinétique épuré" par Nate Chinen.

## Discographie
- Reem Tekre EP (2007, Atatak)
- Paspanga (2010, cantaloup)